# Rosario, Sonora
Rosario là một đô thị thuộc bang Sonora, México. Năm 2005, dân số của đô thị này là 5165 người.